# KBS 뉴스특보
《KBS 뉴스특보》(영어: KBS BREAKING NEWS)는 특집 뉴스로 KBS 1TV에서 방송되는 한국방송공사의 뉴스특보 프로그램이다.

## 방송 시간
- 특집 뉴스는 방송 상황에 따라 유동적으로 편성되며, 중대한 사건·사고 등 국가적 변고가 발생하거나 실시간으로 즉시 전달해야 할 사안이 있을 경우, 정규 프로그램의 방송이 중단되고 해당 소식을 중심으로 한 뉴스가 긴급히 편성된다. 특히 KBS는 재난방송 주관사로서 이러한 역할을 수행한다.
- 정규 뉴스 시간대에 특집 뉴스가 편성될 경우, 해당 시간대의 정규 뉴스는 특보로 대체되거나 그 뉴스 내에서 관련 내용을 중점적으로 다룬다. 다만, 《KBS 뉴스광장》, 《KBS 뉴스 12》, 《사사건건》, 《KBS 뉴스 5》, 《KBS 뉴스 7》, 《KBS 뉴스라인 W》 등 일부 프로그램은 특집 뉴스에서 제외된다.
- 태풍, 폭우, 폭설 등 기상 현상과 관련된 특집 뉴스는 《KBS 기상특보》라는 제목으로 표기·방송된다.
- KBS 1TV 뉴스 스튜디오에서 진행되는 수화방송은 제2 스튜디오가 아닌 별도의 장소에서 회색 바탕을 배경으로 하여 진행된다.

| 방송 채널 | 방송 기간           | 방송 시간           |
| --------- | ------------------- | ------------------- |
| KBS 1TV   | 특집 긴급 뉴스 기간 | 특집 긴급 뉴스 시간 |

## 진행자
긴급 속보의 상황에 따라서 해당 긴급 시간대별에 진행자별의 아나운서와 기자가 진행하는 경우가 있다.

## 같이 보기
- 한국방송공사의 뉴스 프로그램